# Conchapelopia hittmairorum
Conchapelopia hittmairorum är en tvåvingeart som beskrevs av Michiels och Spies 2002. Conchapelopia hittmairorum ingår i släktet Conchapelopia och familjen fjädermyggor.
Artens utbredningsområde är Spanien. Det är osäkert om arten förekommer i Sverige. Inga underarter finns listade i Catalogue of Life.